# Hemiorchis
Hemiorchis là một chi thực vật có hoa trong họ Zingiberaceae, được Wilhelm Sulpiz Kurz mô tả khoa học đầu tiên năm 1873, với loài duy nhất được mô tả là Hemiorchis burmanica.

## Mô tả
Sớm ra hoa, cành hoa bông thóc, không cuống. Đài hoa hình ống nở rộng về phía trên tới hình nón, 3 răng, các răng hình tam giác. Ống tràng ngắn hơn đài hoa, hình chỉ; 3 lá ngoài [lá đài] dài bằng nhau, 3 lá trong [cánh hoa] gần dài bằng nhau, đáy cả hai như sừng, đỉnh 2-3 răng. Cánh môi rộng-thuôn dài, lõm, nhọn đột ngột, đỉnh 2 thùy ngắn. Nhị lép bên dạng cánh hoa, tươi màu, hình trứng ngược hoặc gần tròn, đáy hầu như không bị méo. Nhị hơi cong lên. Chỉ nhị 2 lần ngắn hơn cánh hoa/lá đài, đỉnh cụp trong, mô liên kết trên bao phấn cả hai cắt cụt, hầu như không kéo dài. Bầu nhụy hình elipxoit, 1 ngăn, noãn nhiều, đính vách. Vòi nhụy hình chỉ. Đầu nhụy hơi mập, cắt cụt lệch. Quả nang hình cầu hay elipxoit hoặc hình thoi, 1 ngăn, có rãnh gần uốn nếp, 3 mảnh vỏ. Hạt hình nón, đáy có áo hạt màu trắng.

## Phân bố
Các loài trong chi này là bản địa khu vực từ miền trung Himalaya kéo dài về phía đông tới Myanmar.

## Các loài
Tại thời điểm tháng 4 năm 2021 POWO ghi nhận chi này gồm 3 loài:
- Hemiorchis burmanica Kurz, 1873: Myanmar.
- Hemiorchis pantlingii King, 1895 xb 1896: Từ đông Nepal tới Myanmar.
- Hemiorchis rhodorrhachis K.Schum., 1904: Ấn Độ (Assam), Bangladesh, Đông Himalaya, Myanmar.